# Космічний центр імені Ліндона Джонсона

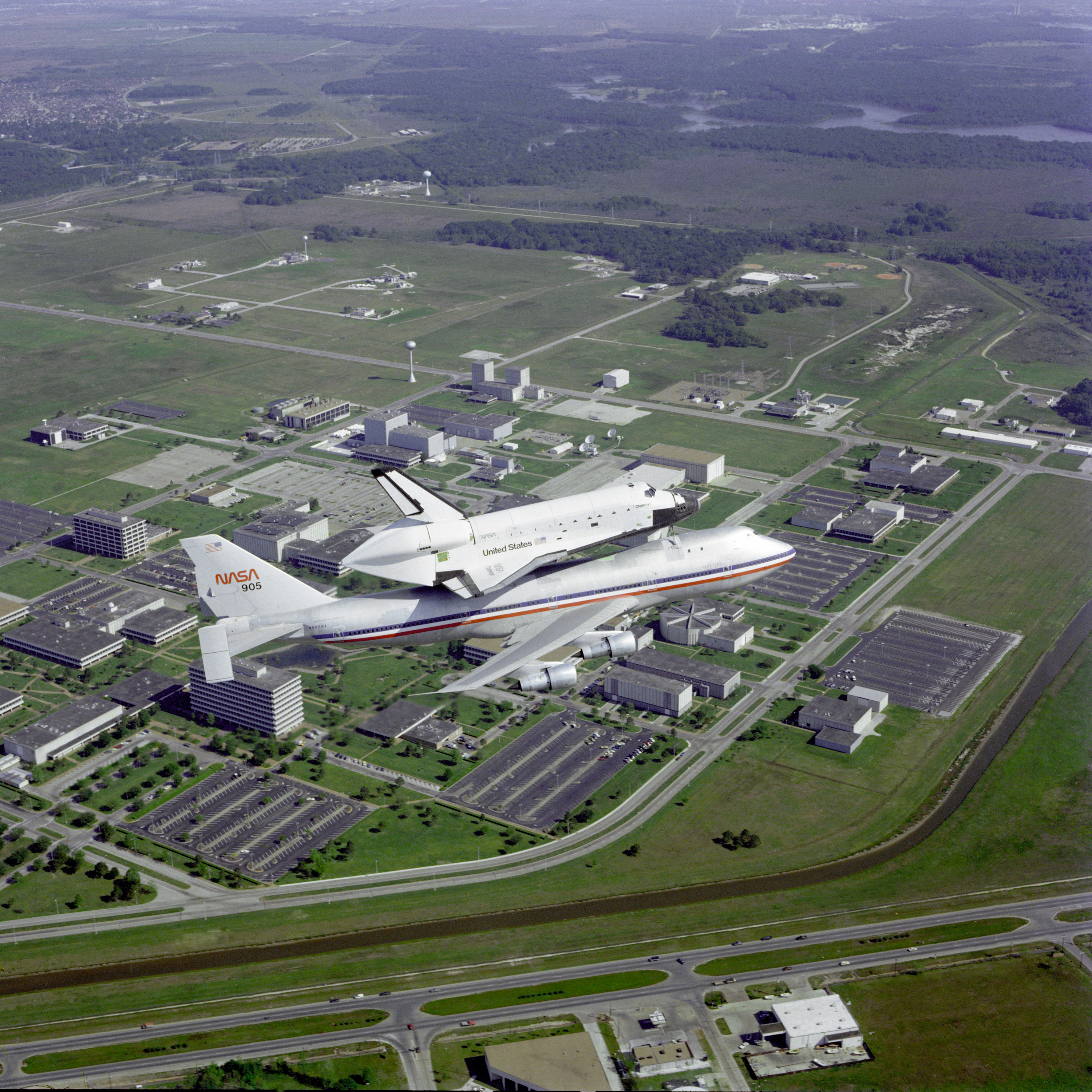
Boeing 747 перевозить шатл «Челленджер». Внизу — будівлі космічного центру ім. Ліндона Джонсона

Космічний центр Ліндона Джонсона (англ. Lyndon B Johnson Space Center) — великий космічний технологічний комплекс у Х'юстоні (штат Техас), який є штаб-квартирою астронавтів Національного управління з аеронавтики і дослідження космічного простору США (НАСА). Був заснований в липні 1958 року. Відіграє роль «центру управління польотами», відповідаючи за дії космічних шатлів після їхнього запуску й аж до приземлення. Тут же розташовані підрозділи НАСА, відповідальні за розробку й експлуатацію космічних шатлів, а також за Національну космічну систему транспортування (у рамках якої ведуться роботи з відновлення і повторного використання шаттлів).
У Центрі проводяться роботи по програмах, пов'язаних із забезпеченням пілотованих польотів, космічною медициною та авіацією. Крім того, ведуться дослідження з пілотованими і робототехнічними космічними польотами (таких, як створення баз на Місяці або марсохід). Центр названий іменем американського президента, який виявляв великий інтерес до космічних програм.
Центр складається зі 100 будівель, розташованих на площі 656 га. Був побудований на пожертви Райсівського університету.
З 30 червня 2021 року Космічним центром імені Ліндона Джонсона керує Ванесса Вайч.